# Vallonien
Vallonien (fransk: Wallonie, vallonsk: Waloneye, flamsk: Wallonië) er den sydlige, fransktalende del af Belgien. Arealet er 16.850 km² og befolkningen udgør 3,705 millioner (2025). Befolkningstætheden var 219 indbyggere per kvadratkilometer.
Vallonien er en blanding af smukke bakkede skovområder (blandt andet Ardennerne), bølgende landbrugsområder og stærkt industrialiserede byområder fra tiden efter den industrielle revolution.
Vallonien kendes bl.a. fra Formel 1 på banen i Spa-Francorchamps.
Siden 1970, da Belgien blev delt op i delstater, er det en region med eget parlament og egen forvaltning på linje med Flandern og Bruxelles. Hovedstaden er Namur ved Meuse-floden. Vallonien omfatter også det lille tysktalende område Eupen-Malmédy i øst med egen skole- og kulturpolitik, eget parlament og egen regering.

## Navnet
Navnet Vallonien stammer fra romerne, der koloniserede denne del af Europa ved begyndelsen af vores tidsregning. Romerne kaldte yderområderne med keltiske sproggrupper på disse kanter for galliske, jævnfør Wallis i Schweiz og Wales. I dag står Vallonien for den romaniserede, fransktalende del af Belgien, hvorimod Flandern blev germaniseret efter romerrigets sammenbrud.

## Geografi og landskab
Vallonien ligner en trekant, hvor den ene spids ligger nær den nordfranske by Lille, den anden nær den tyske by Aachen og den tredje, nederste spids lidt nord for Metz i Nordøstfrankrig. Vallonien grænser mod Frankrig i syd, Luxembourg og Tyskland i øst, samt Holland og den belgiske delstat Flandern i nord.
Meuse-floden skærer Vallonien i to lige dele. Øst for denne linje er området meget bakket, med de skovrige Ardenner, den tyndt befolkede provins Luxembourg, og højmosen Hautes Fagnes/Hohes Venn med Belgiens højeste punkt (694 m) som populære turistmål. Den vestlige del er nærmest flad i vest og bølgende østpå.
Oprindeligt er også det nordfranske område omkring Valenciennes en del af Vallonien og de sydlige Nederlande, da det var en del af grevskabet Hainaut.

## Historie
Vallonien omfatter de belgiske provinser Hainaut, Namur, Luxembourg, Liège og Vallonsk Brabant (Brabant-Wallon), som under middelalderen hver især var hertugdømmer og grevskaber med en vis autonomi under hhv. den tyske kejser og den franske konge. De blev en del af Nederlandene under de burgundiske hertuger, der forenede alle Nederlandene (omtrent området vi i dag kalder Benelux) i 1400-tallet og gjorde det autonomt.
Vallonien var det andet område i Europa der blev industrialiseret, efter at dampmaskinen var opfundet i det Det Forenede Kongerige i slutning af 1700-tallet og smuglet til det nuværende Belgien. At det blev Vallonien, skyldes forekomsten af kul i Borinage-området i Hainaut, jernmalm i Ardennerne og vandløb (Meuse og Sambre), hvorved transport og produktion havde gode vilkår. Efter opfindelsen af damptog, kom der et meget tæt jernbanenet til, et af de tætteste i Europa. Charleroi og Verviers er typiske industribyer fra 1800-tallet med gamle arbejderkvarterer. Arven fra den gamle jern- og kulindustri kan stadig ses på arkitekturen i mange byer, på de forholdsvis høje ledighedstal, og på socialistpartiets position som vigtigste politiske parti (i modsætning til det landbrugsprægede Flandern). I provinsen Luxembourg og områderne længst mod øst og syd har de ikke-industrialiserede områder bevaret et meget landligt, næsten idyllisk præg.

### Industri
Vallonien har siden middelalderen været et vigtigt center for stålbearbejdning, da der i Ardennerne fandtes både jernmalm, skov og floder. Som konsekvens af stålet udviklede der sig omkring byerne Liège og Namur en europæisk våbenproduktion, som skulle få konsekvenser for striden mellem Danmark og Sverige i 1600-tallet. Gustav 2. Adolf af Sverige fik opbygget sin egen våbenindustri i Dalarna af tilkaldte valloner under den vallonske flygtning og finansmand Louis De Geer.
Under Kongeriget Nederlandene (1814-30) fremskyndede kong Wilhelm 1. af Nederlandene den økonomiske udvikling ved at få anlagt flere kanaler. Da Belgien blev uafhængigt i 1830, tog udviklingen i de vallonske industribyer rigtig fart, så Belgien op til 1. verdenskrig lå i top-5 af store industrinationer. Der kom en betydelig arbejdskraftsindvandring til industribyerne, først og fremmest fra det landlige og fattige Flandern. Det ses i dag af mange valloners efternavne. Lige efter 2. verdenskrig kom der en betydelig indvandring fra Syditalien. Den tunge kul- og jernindustri har i efterkrigstiden ikke kunnet klare konkurrencen med billigere former for stålproduktion fra andre dele af verden. Det endte med en stor nedgangsperiode og fabrikslukninger i 1960'erne. En omstilling til små og mellemstore virksomheder har ikke fundet sted, hvilket har bevirket at Vallonien i dag er meget fattigere end Flandern, og ifølge EU's statistik har et BNP på højde med Portugals.

### Den industrielle revolution i Vallonien
Vallonien, der er kendt for sit kul og stål, har gennemgået en kraftig industriel udvikling siden Middelalderen. I mange år var sværindustrien den drivende kraft bag regionens økonomi, og Vallonien var der den industrielle revolution startede på det europæiske kontinent.
Vallonien blev kendt som et eksempel på den radikale udvikling af den industrielle vækst. Takket være kullet udviklede området sig til at blive den største industrielle magt i Verden efter England. Mange forskere har også peget på, at der var en enorm industriel udvikling baseret på kulminer og jernfremstilling i Sillon industriel ("industriens plovfure")..
Philippe Raxhon skrev om perioden efter 1830: "Det var ikke propaganda, men en realitet at Vallonien var ved at blive den næststørste industrielle magt." "Det eneste industriområde ud over kulminerne og højovnene i Vallonien var den gamle klædeby Ghent." Michel De Coster, professor på Université de Liège skrev ligeledes: "Historikerne og økonomerne siger at Belgien var den næststørste industrimagt i verden, i forhold til dens befolkning og areal.

#### Demografiske konsekvenser
Vallonien var også fødested for et stærkt socialistparti og stærke fagforeninger i et særligt sociologisk landskab. Selv om Vallonien var det 2. industriland efter England, var effekten af den industrielle revolution der meget anderledes. I den historiske rapport 'Breaking stereotypes' skriver Muriel Beven og Isabelle Devos:
Den industrielle revolution ændrede et fortrinsvis landligt samfund til et bymæssigt, men med en stærk kontrast mellem det nordlige og sydlige Belgien. I Middelalderen og den første tid herefter var Flandern kendetegnet ved store byer. I Flandern boede over 30 % af befolkningen i byer ved begyndelsen af det 19. århundrede, hvilket gør det til et af de mest urbaniserede områder i verden. Til sammenligning var andelen kun 17 % i Vallonien, knap 10 % i det meste af Vesteuropa, 16 % i Frankrig og 25 % i England. Det traditionelle bymæssige netværk blev stort set ikke påvirket af industrialiseringen i Vallonien, selv om byernes andel af den samlede befolkningen steg fra 17 til 45 % fra 1831 til 1910. Især i Haine, Sambre og Meuse dalene mellem Borinage og Liège, hvor der skete en enorm industriel udvikling baseret på kulminer og jernfremstilling, foregik der en hurtig urbanisering. I løbet af disse firs år voksede antallet af byer med mere end 5.000 indbyggere fra 21 til over 100, som rummede næsten halvdelen af den vallonske befolkning. Alligevel forblev industrialiseringen ganske traditionel således at forstå, at den ikke førte til etablering af moderne og store byer, men til udbygning af industrielle landsbyer og byer omkring en kulmine eller en fabrik. Forbindelsesvejene mellem disse små centre blev først befolket senere, og dannede langt mindre tætte byområder end f.eks. området omkring Liège, hvor den gamle by styrede strømmen af flytninger.

#### Politiske og sociale effekter
Vallonien blev generalstrejkernes land. En generalstrejke er "indstilling af arbejdet af hovedparten af arbejderne i alle industrier i en lokalitet eller nation. En sådan strejke er af økonomisk natur, hvis den har til formål at ændre på et uheldigt forhold eller påtvinge arbejdsgiveren en række økonomiske krav. Den er politisk, hvis den har til formål at tvinge regeringen til en indrømmelse, eller hvis formålet er at vælte den eksisterende regering. Den politiske strejke har fortalere blandt syndikalister og i et vist omfang anarkister".
Der var generalstrejker i Vallonien i 1885 (denne strejke begyndte som en fejring af Pariserkommunen), 1902, 1913 (for at opnå almen valgret), 1932, 1936 (for at opnå betalte ferier), 1950 (mod Leopold 3.), i vinteren 1960-1961 for at opnå vallonsk autonomi, da Valloniens økonomiske nedgang blev tydelig, og da det syntes klart for nogle socialistiske fagforeningsledere, at den belgiske regering ikke ville gøre noget for at rette op på Valloniens økonomi.

## Sproget
Langt de fleste vallonere taler fransk (mere præcist belgisk fransk, som er tæt på standardfransk). Et mindretal taler dog de traditionelle dialekter, som den nyere sprogvidenskab betegner som sprog. De er i den østlige del vallonsk, som bl.a. er kendetegnet ved flere germanske påvirkninger end rigsfransk; mod vest picardisk, og i en lille zone længst mod syd er det lorrainsk. I provinsen Luxembourg er det den tyske luxemburgdialekt. Industrialiseringen og kampen mod dialekterne (le patois) siden Napoleon Bonaparte har medført, at vallonsk mange steder har måttet bukke under for rigsfransk. Vallonsk, picardisk og lorrainsk tales også i nordfranske egne, lige på grænsen til Belgien. Den i høj grad forfranskede belgiske hovedstad Bryssel har aldrig været en del af Vallonien.
Områderne længst mod øst taler tysk. Enkelte kommuner ved sproggrænsen har en særlig status (facilitetskommuner) for det flamske mindretal.

## Links
- Vallonien: Den officielle portalsite af denne belgiske landsdel Arkiveret 11. april 2006 hos  Wayback Machine
- Portalsite af det tysktalende område inden for Vallonien
- Vallonske invandrere i Sverige